# Caerketton Hill
Caerketton Hill är en kulle i Storbritannien.   Den ligger i kommunen City of Edinburgh och riksdelen Skottland, i den centrala delen av landet, 500 km norr om huvudstaden London. Toppen på Caerketton Hill är 474 meter över havet, eller 55 meter över den omgivande terrängen. Bredden vid basen är 0,73 km.
Terrängen runt Caerketton Hill är platt åt nordost, men åt sydväst är den kuperad.Runt Caerketton Hill är det tätbefolkat, med 297 invånare per kvadratkilometer. Närmaste större samhälle är Edinburgh, 7,8 km norr om Caerketton Hill. Trakten runt Caerketton Hill består i huvudsak av gräsmarker.